# Caecidotea barri
Caecidotea barri är en kräftdjursart som först beskrevs av Steeves 1965.  Caecidotea barri ingår i släktet Caecidotea och familjen sötvattensgråsuggor. IUCN kategoriserar arten globalt som starkt hotad. Inga underarter finns listade i Catalogue of Life.